# 第二世噶瑪巴·噶瑪巴希
噶瑪巴希（藏語：ཀརྨ་པཀྵི་，威利转写：karma pak+Shi，藏语拼音：Karma Pakshi；1204年—1283年），又譯為噶瑪巴西、噶瑪拔希，俗名確津（Chözin），誕生於西藏止瓏汪投地方，其家族為吐蕃贊普赤松德贊的後代，是為噶瑪巴轉世之濫觴，為第二世噶瑪巴。為藏传佛教噶举派最高宗教領袖，以神通著稱。
他是第一位將六字大明咒傳至西藏的人。

## 生平
噶瑪巴西生於藏曆木鼠年（西元1204年）止瓏汪投地方，他是吐蕃贊普赤松德贊的後代。出生時便有許多瑞兆，六歲時，無師自通便能流利寫作。十歲時便已遍覽經典，空行護法透過卓貢仁欽的弟子嘉賽彭扎巴認證他為噶瑪巴。他十一歲時自卡投強巴布處領受沙彌戒，並學習了成就者撒拉哈的秘密朵哈証道歌與岡波巴的大手印，更在受帝洛巴秘密教法灌頂時親見十一面千手千眼觀音，在持誦度母心咒時也親見度母，之後花了十年禪定，圓滿拙火修行。
不久，因為戰亂，噶瑪巴西避往藏東大西彭卓的佐絨貢寺進行甚深禪定，並親見護法多傑帕增，噶瑪巴西依護法要求造訪他的領土尼薩。並在尼薩湖畔巨石禪定時親見上樂金剛，並以神通調伏鄰近惡魔。於是多傑帕增向噶瑪巴西承諾將保護所有噶瑪巴的弟子。
噶瑪巴西造訪聖地夏瓊龐利時親見空行母們跳舞，大護法瑪哈噶拉造屋瑞兆，便在此處建造寺院，並修內習十一年。之後開拓前往南方隆稱卡哇卡波上樂金剛聖地之路，並廣傳佛法，使得噶居派教法流傳於漢、藏邊界。隨後到塗地方重建杜松虔巴的寺院，復興佛法，之後前往藏南，並在噶瑪貢寺停留。後來，噶瑪巴西花了六年重建祖普寺，之後前往藏西的倉地，並在途中接受拉母湖女神拉措拉嫫供養噶瑪巴解藥寶瓶。
忽必烈遣使邀請噶瑪巴西造訪大都。噶瑪巴西花了三年抵達大都，並受到極高的尊敬，但因為與薩迦派的派別因素離開，前往米娘省建立許多寺廟，後來蒙哥皇帝驅逐了忽必烈，噶瑪巴西再度被邀請，並受到皇家禮遇，他拜訪仙新、陶習和兒考，與外道展開辯論並得勝。1256年，蒙哥赐给他一顶金边黑色僧帽及一颗金印，从此噶玛拔希这一系就称为黑帽系。後來又示現各種神通，之後才踏上返藏之途。
四年後（1260年），噶瑪巴西抵達位於漢藏交界之时，忽必烈推翻蒙哥之子阿里不哥的皇位，重新成為皇帝。噶瑪巴西因皇位争夺中中的流血衝突而感到難過，便利用七天禪定，為和平祈禱，最後一日他見到了佛陀，於是啟建二十六臂高的佛陀塑像。　
忽必烈憶起七年前（1253年）被噶瑪巴西拒絕的情景。於是派遣了三萬士兵去逮捕噶瑪巴西，卻被噶瑪巴結手印阻止，隨後又示現種種神通，使士兵無法侵害，忽必烈只得將之放逐广东潮州，流放期間，噶瑪巴西專心著作，而後忽必烈感到相當地後悔，1264年释放了噶瑪巴西并從此成為噶瑪巴西的弟子。
噶瑪巴西在汉地待了六年，突然想起建造大佛一事。於是從汉地運了七大車的黃金到祖普寺，並將所有收到的禮物丟入水池。噶瑪巴西沿著蒙古邊界(今宁夏、甘肃省、青海等地)返回西藏，並在祖普寺附近水池取回兩年前丟入大都水池的供品。大佛建造完畢，卻略有傾斜，噶瑪巴西便以佛的傾斜方式入定，然後逐漸調正，大佛也隨之轉正。
噶瑪巴西將許多成就者帝洛巴的教法傳給鄔堅巴，並為他做佛海灌頂與介紹三身教法，將自己所戴黑帽戴於他的頭上，告訴他他將是下一世噶瑪巴的老師。他也授記一對來自藏南亭利朗寇名叫秋頗和昌登的夫婦將會生下下一世噶瑪巴，五個月後，噶瑪巴西以遷識法示現涅槃。

## 弟子
- 竹投‧鄔堅巴 來自烏金地方的成就者。
- 林內‧格敦‧布 著名的喇嘛，他教導了下一世噶瑪巴。
- 瑪恰哇‧羌助‧宗楚 著名的中觀學者及老師。

## 著作
《二十一問答》、《無量法教海》、《無量教授海》及《黑寶冠讚頌》

## 外部連結
- 大寶法王官方網站《第二世噶瑪巴噶瑪巴希》 （页面存档备份，存于）
- "The Second Karmapa, Karma Pakshi: Tibetan Mahasiddha （页面存档备份，存于）" by Charles Manson (forthcoming November 2022).

| 第二世噶瑪巴·噶瑪巴希 噶瑪巴·噶瑪巴西出生于：1204年?月?日逝世於：1283年?月?日 | 第二世噶瑪巴·噶瑪巴希 噶瑪巴·噶瑪巴西出生于：1204年?月?日逝世於：1283年?月?日 | 第二世噶瑪巴·噶瑪巴希 噶瑪巴·噶瑪巴西出生于：1204年?月?日逝世於：1283年?月?日 |
| ----------------------------------------------------------------------------- | ----------------------------------------------------------------------------- | ----------------------------------------------------------------------------- |
| 前任： 杜松虔巴                                                               | 第二世噶瑪巴 1204年—1283年                                                    | 繼任： 讓炯多傑                                                               |